# Terminal Chimpu Ocllo
El terminal Chimpu Ocllo es una estación principal del Metropolitano en la ciudad de Lima. Está ubicada en la intersección de la avenida Universitaria con la avenida Isabel Chimpu Ocllo en el distrito de Carabayllo.
Cuenta con dos niveles, un puente peatonal y tres áreas de embarque. En el 2024 se realizó la entrega de la terminal Chimpu Ocllo así como el nuevo ingreso de la ampliación del patio taller norte por parte de la municipalidad de Lima a la Autoridad de Transporte Urbano. Fue inaugurado el 20 de diciembre del 2024 por el Alcalde de Lima, Rafael López Aliaga junto al presidente de la ATU, David Hernández Salazar.En la inauguración se anunció cambios en los servicios y la implementación de un nuevo expreso para abastecer a los usuarios que viajan de norte a sur. 

## Servicios

### Troncales
| Servicio troncal | Indicador  | Lunes a viernes                          | Lunes a viernes                          | Sábado                                   | Sábado                                   | Domingo                                  |
| Servicio troncal | Indicador  | Norte a Sur                              | Sur a Norte                              | Norte a Sur                              | Sur a Norte                              | Domingo                                  |
| ---------------- | ---------- | ---------------------------------------- | ---------------------------------------- | ---------------------------------------- | ---------------------------------------- | ---------------------------------------- |
| Regular          | Regular B  | 10:00 - 23:00 (estación inicial y final) | 10:00 - 23:00 (estación inicial y final) | 05:00 - 23:00 (estación inicial y final) | 05:00 - 23:00 (estación inicial y final) | 05:00 - 22:00 (estación inicial y final) |
| Expreso          | Expreso 13 | 05:00 - 10:00 (estación inicial)         | 05:50 - 10:00 (estación final)           | Sin Servicio                             | Sin Servicio                             | Sin Servicio                             |

### Alimentadores
| Código | Nombre           | Embarque |
| ------ | ---------------- | -------- |
| AN-10  | San Juan de Dios | 4        |
| AN-11  | Universitaria    | 3        |

## Galería
|                                          |
| Señalizaciones del terminal Chimpu Ocllo |

|                                                |
| Ingreso a embarques alimentadores Chimpu Ocllo |

|                                      |
| Exteriores del terminal Chimpu Ocllo |

|                                     |
| Embarques del terminal Chimpu Ocllo |

|                                          |
| Totem indicador al terminal Chimpu Ocllo |